# Герхард VII (граф Гольштейн-Рендсбурга)
Герхард VII (1404 — 24 июля 1433, Эммерих-ам-Райн) — граф Гольштейн-Рендсбурга с 1427 года и титулярный герцог Шлезвига (как Герхард III). Младший сын Герхарда VI и его жены Катерины Елизаветы фон Брауншвейг-Люнебург.

## Биография
Вместе со своими старшими братьями Генрихом IV и Адольфом VIII сражался во время датско-ганзейской войны на стороне Ганзейского союза. В 1428 году он был командующим городским флотом в атаке на Фленсбург и бомбардировке Копенгагена Ганзейским союзом.
В 1427 году Герхард VII и его брат Адольф VIII унаследовали герцогство Шлезвиг от их погибшего брата Генриха IV (герцог Шлезвига как Генрих III) и стали совместно им управлять.
2 июня 1432 года Герхард VII женился на Агнессе, дочери маркграфа Бадена Бернхарда I. 15 января 1433 года будучи беременной она упала с лестницы и родила здоровых близнецов: Генриха и Катерину. Было совершенно ясно, что она уже была беременна в день свадьбы, что вызвало сомнения в отцовстве младенцев. Чтобы остановить эти слухи, Герхард VII в Шлезвигском соборе заявил, что он является отцом детей, что он тайно спал со своей будущей женой до свадьбы, и что она тогда была девственницей. Дети были официально признаны, и Генрих стал наследником Герхарда VII; Адольф VIII поддержал брата.
У Герхарда VII были больные лёгкие. В феврале 1433 года его состояние ухудшилось, и врачи не могли ему помочь. Герхард и Агнесса решили отправиться в Баден-Баден, чтобы поправить там здоровье герцога. Во время путешествия его состояние ухудшилось, и в Кёльне они решили вернуться. Герхард VII умер 24 июля 1433 года во время их обратного пути и был похоронен в Эммерих-ам-Райне.
Адольф VIII отказался передать Агнессе полагающееся ей наследство и отказал ей в доступе в свои владения. Ей пришлось вернуться в Баден. Близнецы Генрих и Катерина умерли в детском возрасте при подозрительных обстоятельствах.